# Idyanthe australis
Idyanthe australis is een eenoogkreeftjessoort uit de familie van de Idyanthidae. De wetenschappelijke naam van de soort is voor het eerst geldig gepubliceerd in 1970 door Pallares.